# Tyranneau d'Urich
Phyllomyias urichi
Pour les articles homonymes, voir Urich.
Espèce
Statut de conservation UICN

 EN B1ab(i,ii,iii,v) : En danger
Le Tyranneau d'Urich (Phyllomyias urichi) est une espèce de passereaux placée dans la famille des Tyrannidae.
Son nom est dédié à l'entomologiste Frederick William Urich (1870-1937).

## Répartition
Il est endémique de la cordillère de la Costa (Venezuela).

## Habitat
Il vit dans les montagnes humides tropicales et subtropicales.
Il est menacé par la perte de son habitat.